# Ivan Hirkan
Ivan Hirkan (? - 104. pr. Kr.) bio je hasmonejski vladar Judeje od 134. pr. Kr. do 104. pr. Kr. Na vlast je došao nakon što su njegov otac Simon Makabejac i dva brata na jednom banketu ubijeni od strane Ptolemeja, sina Abubovog. Ivan je nakon toga preuzeo vlast kao knez Judeje i prvosvećenik Izraela
Održavao je dobre odnose s Rimom, a uzevši grčko ime Hirkan (Hyrcanus) djelomično je raskrstio s anti-helenističkom politikom svojih makabejskih prethodnika. Pod njegovom vlašću se Judeja proširila na područja Samarije i Idumeje koje je prisilno preobratio na judaizam. Naslijedio ga je sin Aristobul.

## Vanjske poveznice
- Jewish Encyclopedia: HYRCANUS, JOHN (JOHANAN) I.